# Bahnhof Grenzau
Der Bahnhof Grenzau ist ein Bahnhof in Höhr-Grenzhausen im Westerwaldkreis in Rheinland-Pfalz.

## Geschichte

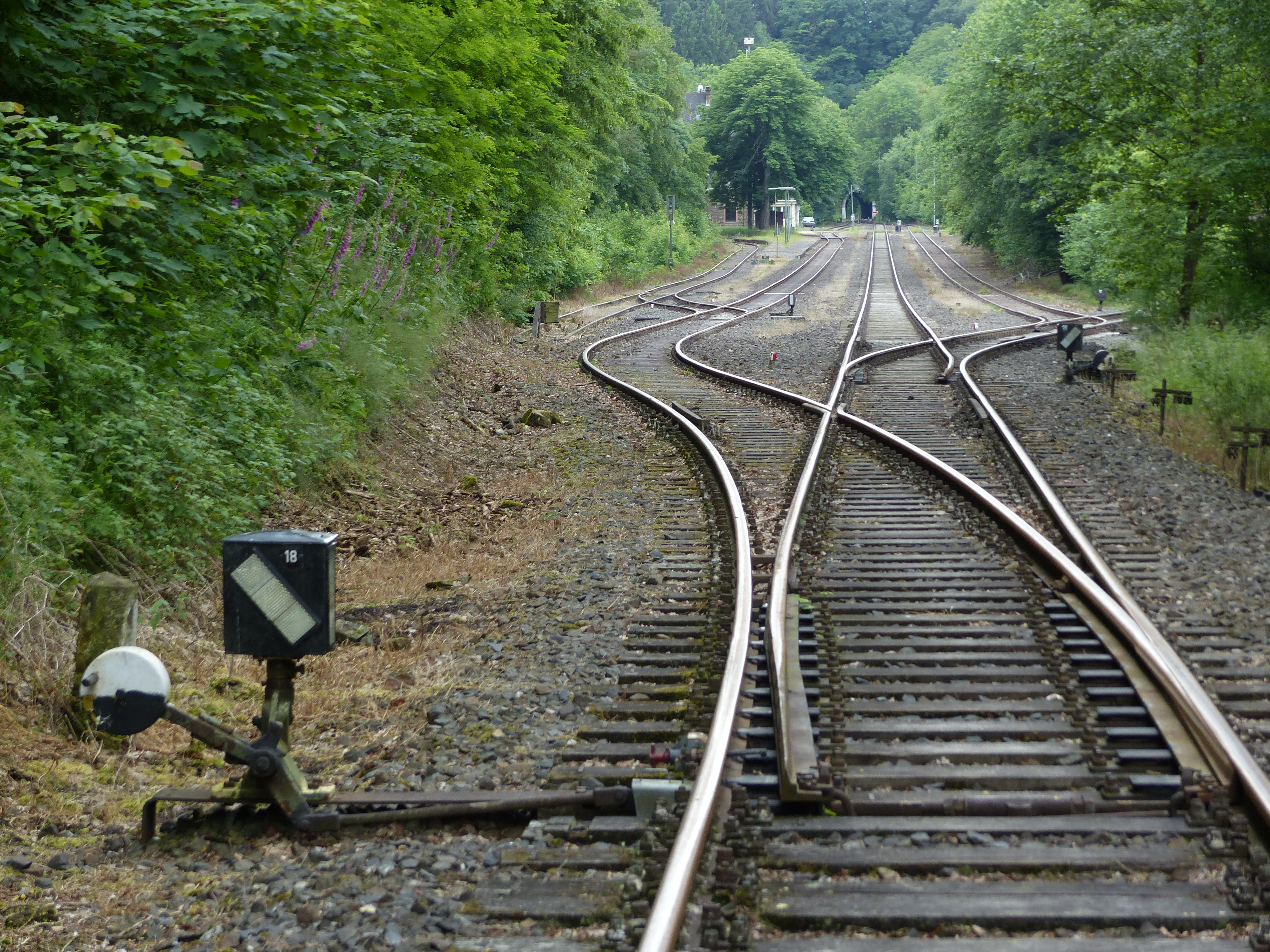
Einfahrt in den Bahnhof Grenzau

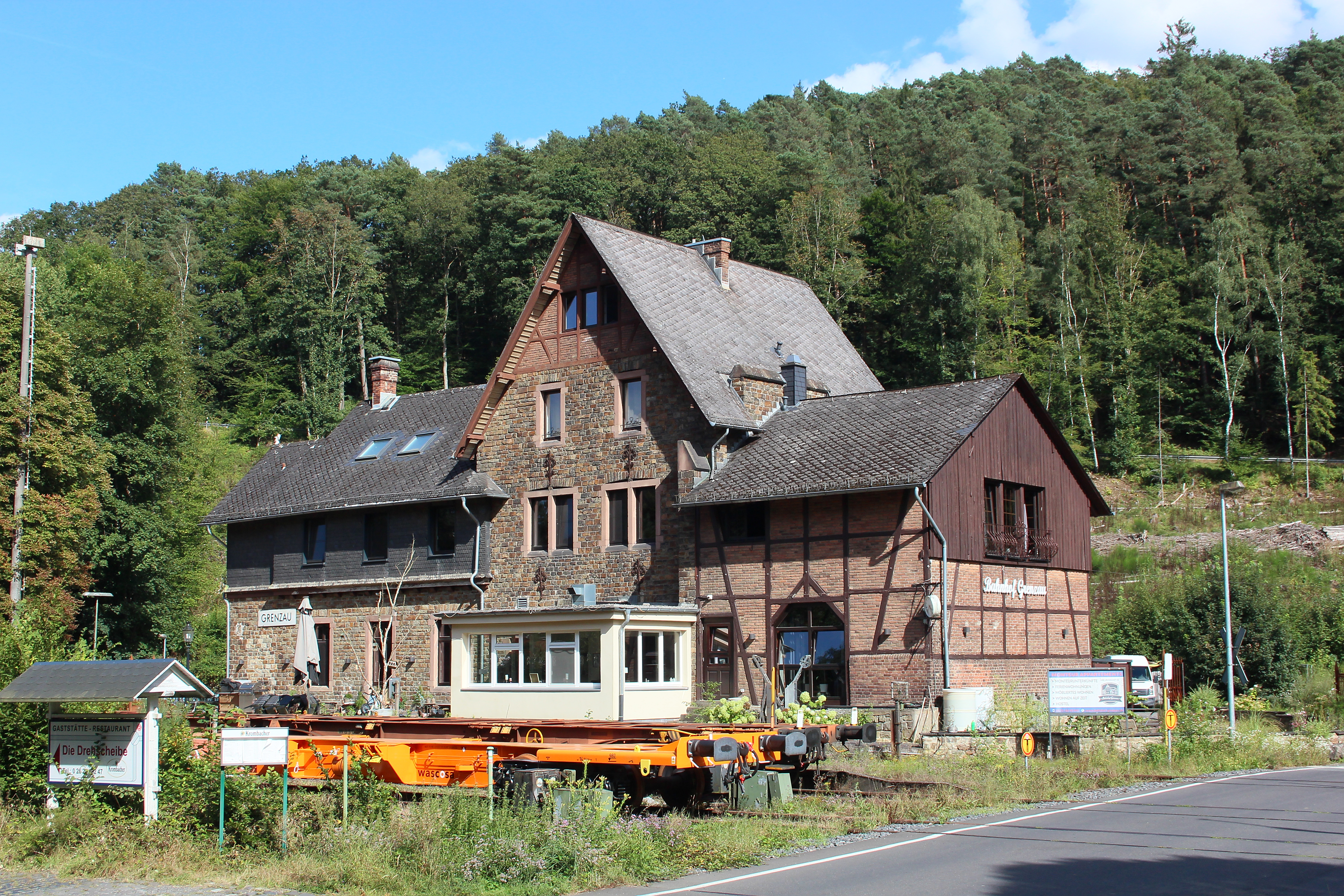
Frontansicht des Bahnhofs Grenzau

Der Bahnhof wurde im Jahre 1884 in Betrieb genommen, zeitgleich mit zahlreichen anderen Bahnstrecken im Westerwald.
Er war ein Keilbahnhof zwischen den gleichzeitig eröffneten Bahnstrecke Engers–Au (Brexbachtalbahn) und der Bahnstrecke Grenzau–Hillscheid. Die Brexbachtalbahn verlief von Engers über Grenzau, Ransbach-Baumbach nach Siershahn, von wo aus Anschluss nach Altenkirchen, Montabaur, Diez-Ost und Limburg bestand.
Beide Strecken sind weder im Personenverkehr noch im Güterverkehr in Betrieb. Der gemeinnützige Verein Brexbachtalbahn e. V. bemüht sich um eine Reaktivierung des Personenverkehrs und organisiert Sonderfahrten mit Schienenbussen ab Grenzau.
Die Infrastruktur wird seit 2013 von der Eifelbahn-Verkehrsgesellschaft betrieben.